# USS West Virginia (1923)
De USS West Virginia (BB-48) was een Amerikaans slagschip van de United States Pacific Fleet, toen de Tweede Wereldoorlog voor de Amerikanen begon op 7 december 1941, te Pearl Harbor op Oahu, Hawaï. De USS West Virginia lag buitenom gemeerd naast de USS Tennessee (BB-43) (als deel van Battleship Row) toen het als een van de eerste schepen de aanval te verduren kreeg door de Japanse Keizerlijke Marine-Luchtmacht.

## Geschiedenis
De USS West Virginia (BB-48) lag in de tweede dubbele rij gemeerd, naast de USS Tennessee (BB-43) op 7 december 1941, nabij Ford Island. Daarvoor lag de USS Oklahoma (BB-37), samen met de USS Maryland (BB-46). Achter de USS West Virginia en de USS Tennessee lag de USS Arizona (BB-39), met aan de buitenzijde het reparatieschip USS Vestal (AR-4), die het slagschip hielp met werkzaamheden op het schip. Als laatste van de rij lag de USS Nevada (BB-36), die later tijdens de Japanse aanval zou proberen ontsnappen. Als enige slagschip vooraan deze rij lag de USS California (BB-44), die ook zwaar zou getroffen worden. Het marine-tankschip USS Neosho (AO-23) lag voorlopig aan de slagschepen gemeerd om de schepen te bevoorraden met vliegtuigbenzine, voor de katapultvliegtuigen op de schepen.
Rond acht uur 's morgens vielen de Japanners de Amerikaanse Pacific-vloot onverhoeds en verrassend aan. Vanaf het ingangskanaal kwamen ze laag aangevlogen en bogen ze af naar de gemeerde slagschepen bij Ford Eiland.
Laag over het havenwateroppervlak scherend dropten de Nakajima B5N "Kate"-type Zero's hun torpedo's. De torpedo's plonsden in het water en vervolgden hun weg naar de gemeerde schepen. Dankzij de eerdere bevindingen en beproefde houten vleugelplanken, achteraan de vliegtuigtorpedo's, gingen de zware torpedo's niet té diep onder water. De kans bestond dat ze zouden blijven steken in de modderige havenbodem van Pearl Harbor. Deze was 45 voet diep, ongeveer 13,70 meter.
De eerste torpedo's knalden tegen de rompen van de USS Oklahoma en de USS West Virginia. Nietsvermoedende matrozen hingen boven stellingplanken aan de bakboordromp, om die te schilderen. Ze zagen even de glinsterende torpedo's onder water en onder hen passeren. De explosies waren enorm. Toen vielen al de eerste slachtoffers. De beide schepen kregen op dit moment één of meerdere torpedo's te incasseren. Net als de USS Oklahoma was er een inspectie-rondgang aan de gang en stonden al de patrijspoorten open voor verluchting en meer lichtinval voor de inspectie-officieren. In de algemene verwarring vergat men deze patrijspoorten te sluiten, zodat er nog meer water binnenstroomde en tevens door de torpedo-inslagen in de rompen.
Het verschrikkelijke scenario was net als aan boord van de USS Oklahoma. Matrozen, onder-officieren en officieren, die geen dienst hadden die zondagmorgen, sliepen nog. Ze werden tevens bruut gewekt door de ontploffingen en het oorlogsgeweld. Nog slaapdronken en ongelovig baanden ze zich haastig een weg naar het bovendek. De USS West Virginia begon slagzij te maken zodat veel marinemensen in de dok vielen. Kort na de aanval waren de getroffen USS West Virginia en USS Tennessee nog nauwelijks te onderscheiden in de geweldige rookontwikkeling van beide schepen. Elders was het niet veel beter.
De USS Arizona kreeg een fatale 800 kg-bom, net voor de brugtoren en op het torenkasteel van de B-toren. Deze bom drong door naar het ondergelegen munitiecompartiment en kwam daar tot ontploffing. Mede door de opgeslagen munitie reet het slagschip uiteen door een enorme explosie die het slagschip optilde. Brokstukken vlogen overal rond zodat de USS West Virginia en USS Tennessee gloeiende metalen en olie over zich heen kregen. Marine-sleepboten kwamen op gevaar van hun leven, aangesneld en met hun boordwaterkanonnen werd getracht de brandden aan boord van de USS West Virginia en USS Tennessee te bestrijden.
Ondertussen was het tankschip USS Neosho weggevaren, om zeker niet zelf het slachtoffer te worden door vijandelijk vuur en het vuur van de slagschepen. De USS Neosho was net weg toen hij de achtersteven van het kapseizende USS Oklahoma maar nipt miste. De USS West Virginia daarentegen, bleef tegen de eveneens beschadigde USS Tennessee liggen en zakte scheef naar de havenbodem. Binnenin het schip speelden zich tragediën af van verdrinkende manschappen, die hun weg naar het bovendek niet meer terugvonden in de duistere doolhofgangen. Werklui van de marinewerf sprongen onverschrokken aan boord en probeerden de gepantserde dekplaten en gegrilde verluchtingsgaten open te brandden of te forceren met voorhamers en breekijzers. De marinewerflui en andere matrozen aan dek, zagen de grijpende handen van matrozen, die onder de gegrilde en getraliede luchtgaten, vastzaten en in het stijgende water gevangen zaten. Het schuine dek van de gezonken USS West Virginia kwam net boven het dokwater te liggen, maar voor de bemanning onderdeks kwam alle hulp te laat, ondanks de reddingspogingen van de marinemensen op het dek.

### Na de aanval
Tegen zondagmiddag was Pearl Harbor van één ding overtuigd: dat de Japanners zouden terugkomen, waar ze dan ook vandaan gekomen waren. Het 35-cm geschut van de USS Pennsylvania (BB-38) werd op de haveningang gericht, en alle matrozen en havenwerkers die de strijd ongedeerd doorstaan hadden, haastten zich om de onbeschadigde schepen gereed te maken voor de strijd. In de kantine van de havenpier speelde een jukebox telkens weer de plaat; I don't want to set the world on fire; op de USS Maryland had de scheepskapel bevel gekregen marsmuziek te spelen om het moreel te verbeteren. Branden woedden ondertussen nog in en om de USS West Virginia, en ook de USS Arizona brandde nog steeds.
Besloten werd om de USS West Virginia te lichten en daarna te restaureren. Op 17 mei 1942 was het schip voldoende opgeknapt om zelfstandig te blijven drijven. In het droogdok bleek het schip in totaal 7 keer te zijn geraakt door torpedo's. Ook troffen de scheepswerfmedewerkers tussen de 66 en 70 lichamen in het schip aan. Van een aantal werd bekend dat zij nog dagen na de aanval leefden. Een groep van 3 jonge matrozen heeft het zelfs 16 dagen volgehouden en dit op een kalender bijgehouden. Deze groep en verschillende anderen overleden uiteindelijk door een zuurstoftekort, voordat zij gered konden worden.

### PostuumMedal of Honor
Kapitein-ter-Zee en commandant, Mervyn Sharp Bennion van de US Navy, werd geëerd, tijdens een medaille-uitreikingsplechtigheid op de USS Enterprise (CV-6), in Pearl Harbor, op 27 mei 1942, bij wie het Medal of Honor, postuum werd toegekend voor toewijding, plicht en moed, gedurende de aanval op Pearl Harbor, tijdens zijn dienstdoende taak als commandant van de USS West Virginia. Commandant Mervyn S. Bennion sneuvelde aan boord tijdens een vliegtuigbomexplosie. Andere blanke officieren en matrozen, die voor deze erkenning in aanmerking kwamen voor moed en zelfopoffering, kregen deze medaille opgespeld door de Vloot-Admiraal Chester Nimitz, die in de plaats gekomen was van Vloot-Admiraal Husband Kimmel. Deze laatste werd 'gedegradeerd' tot admiraal en naar de Verenigde Staten teruggeroepen ter verantwoording.
Hij moest voor de US Marinecommissie verschijnen en werd onderworpen aan een kruisverhoor. Daar werd hem verweten van nalatigheid, voorbereidingen laten treffen voor de Pacific-vloot, en het negeren van berichten en waarschuwingen van ondergeschikte personen.

### Navy Cross voor Doris Miller
Tweede-klas-Matroos Doris "Dorie" Miller (1919 - 1943), was een kleurling en mess-bediende voor de hogere officieren aan boord van het slagschip USS West Virginia.
Negers of kleurlingen kregen in die tijd, bedienende taken toegewezen gekregen, die ten dienste stonden van de blanke Amerikaanse officieren bij de US Navy-vloot. Zij hielpen in de keuken, moesten eten bereidden, kuisen, de was doen, tafels dekken en afruimen, en de hoge officieren bedienen in de mess. De kleurlingen hadden toen nog geen leidinggevende taken of functies. De hoogste graad dat ze konden behalen was tot korporaal of hoogstens tot sergeant, en dan nog voor eigen mensen en zeker niet om blanke matrozen te commanderen. Deze Doris Miller was eveneens ook de persoonlijke bediende van commandant Bennion. Deze beschouwde hem als vriend en mens, niet als een gewone bediende, zoals sommige blanke officieren dat wel deden.
Doris Miller overleefde de bominslag, maar 'zijn' kapitein stierf kort daarna aan zijn verwondingen. Furieus als hij was, stormde hij bovendeks en nam zelf het heft in handen als voorbeeld voor de andere matrozen. Ofschoon hij nooit de kans had gekregen een snelvuurkanon te mogen bedienen, stelde hij zijn mitrailleurskanon en vizier in, zoals hij het gezien had tijdens schietoefeningen en schoot op de voorbijrazende Japanse vliegtuigen. Hij trof er twee die neerstortten. Aangemoedigd door zijn daadkrachtige optreden, begonnen andere blanke matrozen zijn voorbeeld te volgen en schoten eveneens op de vijand. Zijn optreden werd opgemerkt en voorgedragen aan de vlootcommissie voor een ereteken.
Voor deze heldenmoed kreeg Tweede-klas-Matroos Doris Miller 'maar' het Navy Cross. Deze werd hem, als enige kleurling, aan boord van het vliegdekschip USS Enterprise, opgespeld door Vloot-Admiraal Chester W. Nimitz, te Pearl Harbor op 27 mei 1942. De medaille werd toegekend: "Voor heldenmoed aan boord van de USS West Virginia gedurende de aanval op 7 december 1941". Velen vonden dat hij het Medal of Honor moest gekregen hebben, maar omdat 'hij kleurling was', kreeg hij 'maar' het Navy Cross, wat ook een hoge onderscheiding was. Toen werd er nog onderscheid gemaakt tussen blank en zwart, ongeacht hun heldenmoed of rang.

## Einde loopbaanUSS West Virginia
De USS West Virginia werd tot zinken gebracht in Pearl Harbor op 7 december 1941. Kapitein-ter-Zee M. S. Bennion was de commandant van dit trotse slagschip, toen ze in de vernieling werd getorpedeerd en gebombardeerd.
Ze werd terug gelicht en vlottende gehouden op 17 mei 1942. Vervolgens keerde ze terug naar de Verenigde Staten voor een uitgebreide herstelling en vernieuwing aan het slagschip. Ze kwam niet eerder klaar tot juli 1944. Uiteindelijk werd ze opgelegd op 1 maart 1959 en verkocht aan de sloop op 24 augustus 1959.